# Ariarates II Filopator
Ariarates II Filopator (gr. Ἀριαράθης, Ariaráthēs) (zm. ok. 280 p.n.e.) – władca Kapadocji od 301 p.n.e. do swej śmierci. Syn Orofernesa, brata Ariaratesa I, władcy Kapadocji.
Po zgładzeniu stryja i przybranego ojca Ariaratesa I, władcy Kapadocji, uciekł do Armenii. Po śmierci Eumenesa z Kardii i Perdikkasa oraz czwartej z wojen diadochów postanowił odzyskać Kapadocję. Otrzymał wojsko od Orontesa III, króla armeńskiego. W 301 p.n.e. zabił Amyntasa, dowódcę Antygona I Jednookiego oraz zarządcę Kapadocji. Po objęciu władzy w ojczyźnie, był jednak zmuszony uznać zwierzchnictwo Seleucydów. Posiadał synów: Ariaramnesa II i Ariaosa. Najstarszy z nich objął po jego śmierci władzę w Kapadocji.